# Biederbach
Biederbach è un comune tedesco di 1 743 abitanti, situato nel land del Baden-Württemberg.